# Приглашение к счастью
«Приглашение к счастью» (англ. Invitation to Happiness) — мелодрама 1939 года режиссёра Уэсли Рагглза. В главных ролях — Айрин Данн и Фред Макмюррей.

## Сюжет
Боксёр Альберт Коул и девушка из общества Элеанор встретились и полюбили друг друга. Они поженились и вскоре у них родился сын, которого назвали в честь отца — Альберт. Однако, семья не могла отвлечь мысли Коула-старшего от подготовки к поединкам. Старательно тренируясь, он почти совсем забыл о жене и сыне. Элеанор забрала ребёнка и ушла от Альберта. Спустя десять лет Коул наконец-то получает возможность побороться за чемпионский титул и, одумавшись, возвращает семью, обещая уделять ей достаточно внимания.

## В ролях
- Айрин Данн — Элеанор Вейн
- Фред Макмюррей — Альберт Коул
- Чарльз Рагглз — Генри Харди
- Билли Кук — Альберт Коул-младший
- Уильям Колиер-старший — мистер Вейн
- Марион Мартин — Лола Сноу
- Оскар О’Ши — судья
- Хейни Конклин — Джо, повар (в титрах не указан)

## Премьеры
Премьера фильма состоялась 7 июня 1939 года в Нью-Йорке. В Европе первой «Приглашение к счастью» увидела Дания — 18 августа 1939 года, затем Франция — 24 ноября 1939 года и Финляндия — 21 января 1940 года.